# Thor Henrik With
Thor Henrik With, född 20 maj 1951, är biskop för Det evangelisk-lutherske stift i Norge. Biskop With vigdes till tjänst av Missionsprovinsens i Sverige missionsbiskop Roland Gustafsson i Tromsö. Vid vigningen assisterade även Missionsprovinsens biträdande biskop Matti Väisänen, ärkebiskopen för Evangelical Lutheran Church of Kenya Walter Obare samt biskop Jobst Schöne från Självständiga evangelisk-lutherska kyrkan i Tyskland.